# Cadillac SRX
El Cadillac SRX es un automóvil todoterreno del segmento E producido por el fabricante estadounidense Cadillac desde el año 2004 hasta 2015. Es un cinco plazas con carrocería de cinco puertas, chasis monocasco, motor delantero longitudinal y tracción trasera o a las cuatro ruedas.

## Primera generación (2004-2009)

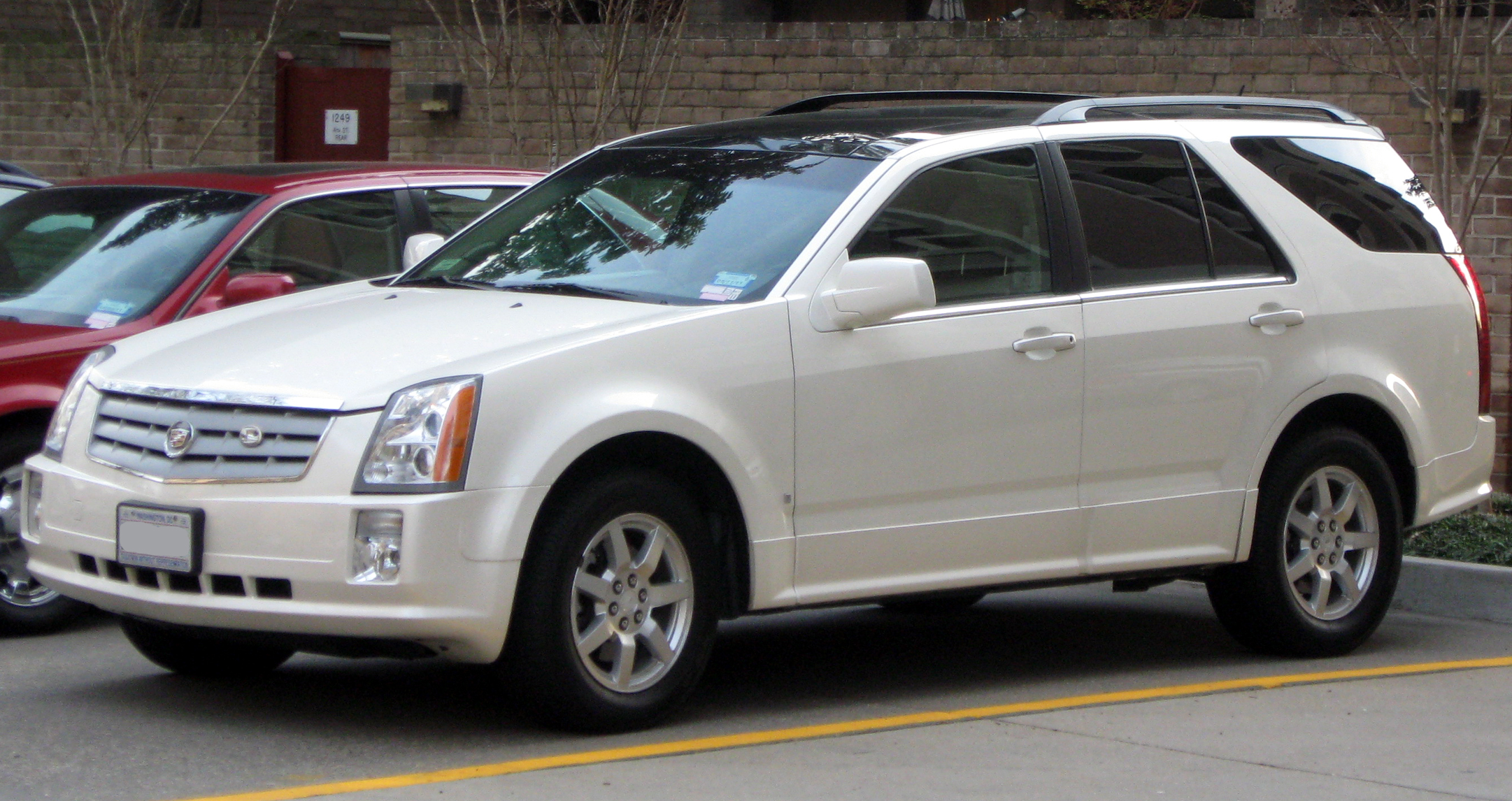
Cadillac SRX 2006-2009 fotografiado en Washington D. C., EE. UU.

El SRX de primera generación es más grande que otros modelos europeos similares en precio, como el BMW X5 o el Mercedes-Benz Clase M. Está construido sobre la misma plataforma que el Cadillac CTS y el Cadillac STS, que son turismos.
El SRX se fabrica en Lansing, Estados Unidos con cajas de cambios automáticas de cinco o seis marchas. Los dos motores son de gasolina y atmosféricos: un V6 de 3.6 litros y 264 CV, y un V8 de 4.6 litros y 325 CV.

## Segunda generación (2009-2015)
Un prototipo de la segunda generación del SRX se mostró en el Consumer Electronics Show de 2008 bajo el nombre "Cadillac Provoq". La versión de producción se presentó en el Salón del Automóvil de Detroit de 2009.
El SRX usó la plataforma del ya descontinuado Saab 9-4X, que fue derivada de la del Chevrolet Equinox, el Chevrolet Captiva/Opel Antara y el Suzuki XL7. Los tres motores que tuvo en su lanzamiento son de seis cilindros en V: un gasolina atmosférico de 3.0 litros y 263 CV, un gasolina con turbocompresor de 2.8 litros y 305 CV, y un Diésel turboalimentado de 3.0 litros y 262 CV.